# Christopher Rahming
Christopher Matthew Rahming (27 aprile 1999) è un calciatore bahamense, centrocampista dei Maryland Bobcats e della nazionale bahamense.

## Carriera

### Nazionale
Rahming ha esordito in nazionale maggiore il 7 settembre 2018 nella sconfitta esterna per 4-0 contro il Belize durante le qualificazioni alla CONCACAF Nations League.

## Statistiche

### Cronologia presenze e reti in nazionale
Aggiornato al 15 giugno 2023
| Cronologia completa delle presenze e delle reti in nazionale ― Bahamas | Cronologia completa delle presenze e delle reti in nazionale ― Bahamas | Cronologia completa delle presenze e delle reti in nazionale ― Bahamas | Cronologia completa delle presenze e delle reti in nazionale ― Bahamas | Cronologia completa delle presenze e delle reti in nazionale ― Bahamas | Cronologia completa delle presenze e delle reti in nazionale ― Bahamas | Cronologia completa delle presenze e delle reti in nazionale ― Bahamas | Cronologia completa delle presenze e delle reti in nazionale ― Bahamas |
| Data                                                                   | Città                                                                  | In casa                                                                | Risultato                                                              | Ospiti                                                                 | Competizione                                                           | Reti                                                                   | Note                                                                   |
| ---------------------------------------------------------------------- | ---------------------------------------------------------------------- | ---------------------------------------------------------------------- | ---------------------------------------------------------------------- | ---------------------------------------------------------------------- | ---------------------------------------------------------------------- | ---------------------------------------------------------------------- | ---------------------------------------------------------------------- |
| 8-9-2018                                                               | Belmopan                                                               | Belize                                                                 | 4 – 0                                                                  | Bahamas                                                                | CONCACAF Nations League 2019-2020 - Qualificazioni                     | -                                                                      |                                                                        |
| 3-6-2022                                                               | Nassau                                                                 | Bahamas                                                                | 1 – 0                                                                  | Saint Vincent e Grenadine                                              | CONCACAF Nations League 2022-2023 - 1º Turno                           | -                                                                      |                                                                        |
| 7-6-2022                                                               | Port of Spain                                                          | Trinidad e Tobago                                                      | 1 – 0                                                                  | Bahamas                                                                | CONCACAF Nations League 2022-2023 - 1º Turno                           | -                                                                      |                                                                        |
| 10-6-2022                                                              | Nassau                                                                 | Bahamas                                                                | 0 – 2                                                                  | Nicaragua                                                              | CONCACAF Nations League 2022-2023 - 1º Turno                           | -                                                                      |                                                                        |
| 14-6-2022                                                              | Managua                                                                | Nicaragua                                                              | 4 – 0                                                                  | Bahamas                                                                | CONCACAF Nations League 2022-2023 - 1º Turno                           | -                                                                      |                                                                        |
| 24-3-2023                                                              | Nassau                                                                 | Bahamas                                                                | 0 – 3                                                                  | Trinidad e Tobago                                                      | CONCACAF Nations League 2022-2023 - 1º Turno                           | -                                                                      |                                                                        |
| 27-3-2023                                                              | Kingstown                                                              | Saint Vincent e Grenadine                                              | 1 – 1                                                                  | Bahamas                                                                | CONCACAF Nations League 2022-2023 - 1º Turno                           | -                                                                      |                                                                        |
| 10-9-2023                                                              | Nassau                                                                 | Bahamas                                                                | 1 – 6                                                                  | Porto Rico                                                             | CONCACAF Nations League 2023-2024 - 1º Turno                           | -                                                                      |                                                                        |
| 13-9-2022                                                              | Georgetown                                                             | Guyana                                                                 | 3 – 2                                                                  | Bahamas                                                                | CONCACAF Nations League 2023-2024 - 1º turno                           | -                                                                      |                                                                        |
| Totale                                                                 |                                                                        | Presenze                                                               | 9                                                                      |                                                                        | Reti                                                                   | 0                                                                      |                                                                        |